# Jörn Köhler
Jörn Köhler (* 23. Juni 1970) ist ein deutscher Herpetologe.

## Leben
Nach Abschluss des Biologie-Diploms 1995 absolvierte Köhler von 1997 bis 2000 ein Doktoratsstudium an der Rheinischen Friedrich-Wilhelms-Universität Bonn, wo er mit der Dissertation Amphibian diversity in Bolivia: A study with special reference to montane forest regions über die Diversitätsmuster von Amphibien in bolivianischen Bergwäldern zum Doktor der Naturwissenschaften (Dr. rer. nat.) promoviert wurde. Hierfür führte er zwischen 1994 und 1999 verschiedene Feldstudien in Bolivien durch. 1999 war er Gründungsmitglied der nichtstaatlichen Organisation BIOPAT Patenschaften für biologische Vielfalt, wo er als stellvertretender Vorsitzender fungiert. Von 2001 bis 2005 war er wissenschaftlicher Mitarbeiter am Zoologischen Forschungsmuseum Alexander Koenig in Bonn, wo er als wissenschaftlicher Koordinator beim Projekt BIOTA East Africa mitwirkte. Dieses interdisziplinäre Forschungsprojekt war eine Kooperation zwischen dem Museum Koenig und dem Bundesministerium für Bildung und Forschung. Seit März 2005 ist Köhler Kustos der Abteilung Wirbeltierzoologie am Hessischen Landesmuseum Darmstadt, wo er unter anderen vom 28. September 2018 bis zum 27. Januar 2019 die Sonderausstellung Stages – Episoden des Lebens kuratierte und auch das Begleitbuch herausgab.
Von 2007 bis 2013 war Köhler Mitglied des Lenkungsausschusses der Deutschen Gesellschaft für Herpetologie und Terrarienkunde (DGHT) und Redakteur bei deren Zeitschrift elaphe – Terraristik, Naturschutz, Forschung. Ferner ist er Chefredakteur der Zeitschrift SALAMANDRA - German Journal of Herpetology.
Zu Köhlers Projekten zählen der Artenschutz madagassischer Amphibien, die intrinsischen und extrinsischen Bestimmungsfaktoren für die Evolution, die Identifizierung phylogenetischer und geografischer Muster sowie die Systematik von Reptilien und Amphibien Südamerikas und Madagaskars.
2007 gehörte Köhler zu einem Forscherteam, das unter der Leitung von Frank Glaw auf der madagassischen Insel Nosy Hara die zweitkleinste bekannte Chamäleonart der Welt entdeckt hatte. Diese Form wurde 2012 als Brookesia micra erstbeschrieben. 2021 gehörte er zum Erstbeschreiberteam der kleinsten Chamäleonart Brookesia nana.
2019 war Köhler Mitglied einer Forschergruppe, die die Froschart Pristimantis nebulosus in Peru wiederentdeckte, die zuvor nur von einem schlecht präparierten Exemplar aus dem Jahr 1979 bekannt war.

## Erstbeschreibungen unter Beteiligung von Jörn Köhler
Seit 1995 ist Köhler als Autor bzw. Co-Autor u. a. an folgenden Erstbeschreibungen beteiligt gewesen:
- Pristimantis samaipatae (Köhler & Jungfer, 1995)
- Oreobates zongoensis (Reichle & Köhler, 1997)
- Pristimantis olivaceus (Köhler, Morales, Lötters, Reichle & Aparicio, 1998)
- Noblella carrascoicola (De la Riva & Köhler, 1998)
- Pristimantis llojsintuta (Köhler & Lötters, 1999)
- Yunganastes ashkapara (Köhler, 2000)
- Noblella ritarasquinae (Köhler, 2000)
- Rhinella stanlaii (Lötters & Köhler, 2000)
- Dendropsophus joannae (Köhler & Lötters, 2001)
- Dendropsophus delarivai (Köhler & Lötters, 2001)
- Rhacophorus orlovi Ziegler & Köhler, 2001
- Dendropsophus coffea (Köhler, Jungfer & Reichle, 2005)
- Gastrotheca piperata Duellman & Köhler, 2005
- Tylototriton vietnamensis Böhme, Schöttler, Nguyen & Köhler, 2005
- Agama finchi Böhme, Wagner, Malonza, Lötters & Köhler, 2005
- Boana nympha (Faivovich, Moravec, Cisneros-Heredia & Köhler, 2006)
- Leptopelis mackayi Köhler, Bwong, Schick, Veith & Lötters, 2006
- Dendropsophus juliani Moravec, Aparicio & Köhler, 2006
- Hannemania yungicola Wohltmann, Köhler & Martin, 2006
- Hannemania chaparensis Wohltmann, Köhler & Martin, 2006
- Plethodontohyla fonetana Glaw, Köhler, Bora, Rabibisoa, Ramilijaona & Vences, 2007
- Chiasmocleis magnova Moravec & Köhler, 2007
- Boophis tampoka Köhler, Glaw & Vences, 2007
- Endotrombicula ptychadenae Wohltmann, Du Preez, Rödel, Köhler & Vences, 2007
- Pristurus schneideri Rösler, Köhler & Böhme, 2008
- Boophis baetkei Köhler, Glaw & Vences, 2008
- Boophis lilianae Köhler, Glaw & Vences, 2008
- Dendropsophus reichlei Moravec, Aparicio, Guerrero-Reinhard, Calderon & Köhler, 2008
- Thamnosophis mavotenda Glaw, Nagy, Köhler, Franzen & Vences, 2009
- Phelsuma borai Glaw, Köhler & Vences, 2009
- Furcifer timoni Glaw, Köhler & Vences, 2009
- Paracontias kankana Köhler, Vieites, Glaw, Kaffenberger & Vences, 2009
- Anodonthyla emilei Vences, Glaw, Köhler & Wollenberg, 2010
- Anodonthyla jeanbai Vences, Glaw, Köhler & Wollenberg, 2010
- Anodonthyla theoi Vences, Glaw, Köhler & Wollenberg, 2010
- Anodonthyla vallani Vences, Glaw, Köhler & Wollenberg, 2010
- Boophis arcanus Glaw, Köhler, De la Riva, Vieites & Vences, 2010
- Boophis entingae Glaw, Köhler, De la Riva, Vieites & Vences, 2010
- Boophis haingana Glaw, Köhler, De la Riva, Vieites & Vences, 2010
- Boophis luciae Glaw, Köhler, De la Riva, Vieites & Vences, 2010
- Boophis miadana Glaw, Köhler, De la Riva, Vieites & Vences, 2010
- Boophis piperatus Glaw, Köhler, De la Riva, Vieites & Vences, 2010
- Boophis praedictus Glaw, Köhler, De la Riva, Vieites & Vences, 2010
- Boophis roseipalmatus Glaw, Köhler, De la Riva, Vieites & Vences, 2010
- Boophis sandrae Glaw, Köhler, De la Riva, Vieites & Vences, 2010
- Boophis spinophis Glaw, Köhler, De la Riva, Vieites & Vences, 2010
- Phrynobatrachus kakamikro Schick, Zimkus, Channing, Köhler & Lötters, 2010
- Paracontias fasika Köhler, Vences, Erbacher & Glaw, 2010
- Rhombophryne matavy D’Cruze, Köhler, Vences & Glaw, 2010
- Phelsuma roesleri Glaw, Gehring, Köhler, Franzen & Vences, 2010
- Stumpffia hara Köhler, Vences, D’Cruze & Glaw, 2010
- Stumpffia be Köhler, Vences, D’Cruze & Glaw, 2010
- Stumpffia staffordi Köhler, Vences, D’Cruze & Glaw, 2010
- Stumpffia megsoni Köhler, Vences, D’Cruze & Glaw, 2010
- Calumma tarzan Gehring, Pabijan, Ratsoavina, Köhler, Vences & Glaw, 2010
- Rhombophryne mangabensis Glaw, Köhler & Vences, 2010
- Boana gladiator (Köhler, Koscinski, Padial, Chaparro, Handford, Lougheed & De la Riva, 2010)
- Blommersia galani Vences, Köhler, Pabijan & Glaw, 2010
- Blommersia dejongi Vences, Köhler Pabijan & Glaw, 2010
- Boophis quasiboehmei Vences, Köhler, Crottini & Glaw, 2010
- Madascincus arenicola Miralles, Köhler, Glaw & Vences, 2011
- Paracontias vermisaurus Miralles, Köhler, Vieites, Glaw & Vences, 2011
- Gephyromantis tahotra Glaw, Köhler & Vences, 2011
- Blommersia variabilis Pabijan, Gehring, Köhler, Glaw & Vences, 2011
- Boophis popi Köhler, Glaw, Rosa, Gehring, Pabijan, Andreone & Vences, 2011
- Boophis fayi Köhler, Glaw, Rosa, Gehring, Pabijan, Andreone & Vences, 2011
- Brookesia confidens Glaw, Köhler, Townsend & Vences, 2012
- Brookesia desperata Glaw, Köhler, Townsend & Vences, 2012
- Brookesia micra Glaw, Köhler, Townsend & Vences, 2012
- Brookesia tristis Glaw, Köhler, Townsend & Vences, 2012
- Platypelis ravus Glaw, Köhler & Vences, 2012
- Boophis narinsi Vences, Gehara, Köhler & Glaw, 2012
- Madagascarophis fuchsi Glaw, Kucharzewski, Köhler, Vences & Nagy, 2013
- Stumpffia analamaina Klages, Glaw, Köhler, Müller, Hipsley & Vences, 2013
- Paroedura hordiesi Glaw, Rösler, Ineich, Gehring, Köhler & Vences, 2014
- Aglyptodactylus chorus Köhler, Glaw, Pabijan & Vences, 2015
- Aglyptodactylus australis Köhler, Glaw, Pabijan & Vences, 2015
- Guibemantis diphonus Vences, Jovanovic, Safarek, Glaw & Köhler, 2015
- Paracontias ampijoroensis Miralles, Jono, Mori, Gandola, Erens, Köhler, Glaw & Vences, 2016
- Paracontias mahamavo Miralles, Jono, Mori, Gandola, Erens, Köhler, Glaw & Vences, 2016
- Madascincus miafina Miralles, Köhler, Glaw & Vences, 2016
- Madascincus pyrurus Miralles, Köhler, Glaw & Vences, 2016
- Oreobates yanucu Köhler & Padial, 2016
- Geckolepis megalepis Scherz, Daza, Köhler, Vences & Glaw, 2017
- Phyllomedusa chaparroi Castroviejo-Fisher, Köhler, De la Riva & Padial, 2017
- Spinomantis beckei Vences, Köhler & Glaw, 2017
- Stumpffia angeluci Rakotoarison, Scherz, Glaw, Köhler, Andreone, Franzen, Glos, Hawlitschek, Jono, Mori, Ndriantsoa, Raminosoa, Riemann, Rödel, Rosa, Vieites, Crottini & Vences, 2017
- Stumpffia huwei Rakotoarison, Scherz, Glaw, Köhler, Andreone, Franzen, Glos, Hawlitschek, Jono, Mori, Ndriantsoa, Raminosoa, Riemann, Rödel, Rosa, Vieites, Crottini & Vences, 2017
- Stumpffia iharana Rakotoarison, Scherz, Glaw, Köhler, Andreone, Franzen, Glos, Hawlitschek, Jono, Mori, Ndriantsoa, Raminosoa, Riemann, Rödel, Rosa, Vieites, Crottini & Vences, 2017
- Stumpffia larinki Rakotoarison, Scherz, Glaw, Köhler, Andreone, Franzen, Glos, Hawlitschek, Jono, Mori, Ndriantsoa, Raminosoa, Riemann, Rödel, Rosa, Vieites, Crottini & Vences, 2017
- Stumpffia maledicta Rakotoarison, Scherz, Glaw, Köhler, Andreone, Franzen, Glos, Hawlitschek, Jono, Mori, Ndriantsoa, Raminosoa, Riemann, Rödel, Rosa, Vieites, Crottini & Vences, 2017
- Stumpffia mamitika Rakotoarison, Scherz, Glaw, Köhler, Andreone, Franzen, Glos, Hawlitschek, Jono, Mori, Ndriantsoa, Raminosoa, Riemann, Rödel, Rosa, Vieites, Crottini & Vences, 2017
- Stumpffia sorata Rakotoarison, Scherz, Glaw, Köhler, Andreone, Franzen, Glos, Hawlitschek, Jono, Mori, Ndriantsoa, Raminosoa, Riemann, Rödel, Rosa, Vieites, Crottini & Vences, 2017
- Stumpffia yanniki Rakotoarison, Scherz, Glaw, Köhler, Andreone, Franzen, Glos, Hawlitschek, Jono, Mori, Ndriantsoa, Raminosoa, Riemann, Rödel, Rosa, Vieites, Crottini & Vences, 2017
- Stumpffia contumelia Rakotoarison, Scherz, Glaw, Köhler, Andreone, Franzen, Glos, Hawlitschek, Jono, Mori, Ndriantsoa, Raminosoa, Riemann, Rödel, Rosa, Vieites, Crottini & Vences, 2017
- Stumpffia obscoena Rakotoarison, Scherz, Glaw, Köhler, Andreone, Franzen, Glos, Hawlitschek, Jono, Mori, Ndriantsoa, Raminosoa, Riemann, Rödel, Rosa, Vieites, Crottini & Vences, 2017
- Stumpffia davidattenboroughi Rakotoarison, Scherz, Glaw, Köhler, Andreone, Franzen, Glos, Hawlitschek, Jono, Mori, Ndriantsoa, Raminosoa, Riemann, Rödel, Rosa, Vieites, Crottini & Vences, 2017
- Stumpffia meikeae Rakotoarison, Scherz, Glaw, Köhler, Andreone, Franzen, Glos, Hawlitschek, Jono, Mori, Ndriantsoa, Raminosoa, Riemann, Rödel, Rosa, Vieites, Crottini & Vences, 2017
- Stumpffia achillei Rakotoarison, Scherz, Glaw, Köhler, Andreone, Franzen, Glos, Hawlitschek, Jono, Mori, Ndriantsoa, Raminosoa, Riemann, Rödel, Rosa, Vieites, Crottini & Vences, 2017
- Stumpffia analanjirofo Rakotoarison, Scherz, Glaw, Köhler, Andreone, Franzen, Glos, Hawlitschek, Jono, Mori, Ndriantsoa, Raminosoa, Riemann, Rödel, Rosa, Vieites, Crottini & Vences, 2017
- Stumpffia diutissima Rakotoarison, Scherz, Glaw, Köhler, Andreone, Franzen, Glos, Hawlitschek, Jono, Mori, Ndriantsoa, Raminosoa, Riemann, Rödel, Rosa, Vieites, Crottini & Vences, 2017
- Stumpffia edmonsi Rakotoarison, Scherz, Glaw, Köhler, Andreone, Franzen, Glos, Hawlitschek, Jono, Mori, Ndriantsoa, Raminosoa, Riemann, Rödel, Rosa, Vieites, Crottini & Vences, 2017
- Stumpffia fusca Rakotoarison, Scherz, Glaw, Köhler, Andreone, Franzen, Glos, Hawlitschek, Jono, Mori, Ndriantsoa, Raminosoa, Riemann, Rödel, Rosa, Vieites, Crottini & Vences, 2017
- Stumpffia jeannoeli Rakotoarison, Scherz, Glaw, Köhler, Andreone, Franzen, Glos, Hawlitschek, Jono, Mori, Ndriantsoa, Raminosoa, Riemann, Rödel, Rosa, Vieites, Crottini & Vences, 2017
- Stumpffia nigrorubra Rakotoarison, Scherz, Glaw, Köhler, Andreone, Franzen, Glos, Hawlitschek, Jono, Mori, Ndriantsoa, Raminosoa, Riemann, Rödel, Rosa, Vieites, Crottini & Vences, 2017
- Stumpffia pardus Rakotoarison, Scherz, Glaw, Köhler, Andreone, Franzen, Glos, Hawlitschek, Jono, Mori, Ndriantsoa, Raminosoa, Riemann, Rödel, Rosa, Vieites, Crottini & Vences, 2017
- Stumpffia betampona Rakotoarison, Scherz, Glaw, Köhler, Andreone, Franzen, Glos, Hawlitschek, Jono, Mori, Ndriantsoa, Raminosoa, Riemann, Rödel, Rosa, Vieites, Crottini & Vences, 2017
- Stumpffia dolchi Rakotoarison, Scherz, Glaw, Köhler, Andreone, Franzen, Glos, Hawlitschek, Jono, Mori, Ndriantsoa, Raminosoa, Riemann, Rödel, Rosa, Vieites, Crottini & Vences, 2017
- Stumpffia garraffoi Rakotoarison, Scherz, Glaw, Köhler, Andreone, Franzen, Glos, Hawlitschek, Jono, Mori, Ndriantsoa, Raminosoa, Riemann, Rödel, Rosa, Vieites, Crottini & Vences, 2017
- Stumpffia makira Rakotoarison, Scherz, Glaw, Köhler, Andreone, Franzen, Glos, Hawlitschek, Jono, Mori, Ndriantsoa, Raminosoa, Riemann, Rödel, Rosa, Vieites, Crottini & Vences, 2017
- Stumpffia miovaova Rakotoarison, Scherz, Glaw, Köhler, Andreone, Franzen, Glos, Hawlitschek, Jono, Mori, Ndriantsoa, Raminosoa, Riemann, Rödel, Rosa, Vieites, Crottini & Vences, 2017
- Stumpffia spandei Rakotoarison, Scherz, Glaw, Köhler, Andreone, Franzen, Glos, Hawlitschek, Jono, Mori, Ndriantsoa, Raminosoa, Riemann, Rödel, Rosa, Vieites, Crottini & Vences, 2017
- Paroedura fasciata Glaw, Köhler & Vences, 2018
- Paroedura kloki Glaw, Köhler & Vences, 2018
- Paroedura spelaea Glaw, Köhler & Vences, 2018
- Brookesia tedi Scherz, Köhler, Rakotoarison, Glaw & Vences, 2019
- Paroedura neglecta Köhler, Vences, Scherz & Glaw, 2019
- Platypelis ando Scherz, Köhler, Vences & Glaw, 2019
- Mantidactylus atsimo Scherz, Glaw, Hutter, Bletz, Rakotoarison, Köhler & Vences, 2019
- Mantidactylus petakorona Scherz, Glaw, Hutter, Bletz, Rakotoarison, Köhler & Vences, 2019
- Platypelis ranjomena Glaw, Scherz, Rakotoarison, Crottini, Raselimanana, Andreone, Köhler & Vences, 2020
- Platypelis laetus Rakotoarison, Scherz, Köhler, Ratsoavina, Hawlitschek, Megson, Vences & Glaw, 2020
- Mantidactylus ambony Scherz, Rasolonjatovo, Köhler, Ranciljhac, Rakotoarison, Raselimanana, Ohler, Preick, Hofreiter, Glaw & Vences, 2020
- Brookesia nana Glaw, Köhler, Hawlitschek, Ratsoavina, Rakotoarison, Scherz & Vences, 2021
- Paroedura rennerae Miralles, Bruy, Crottini, Rakotoarison, Ratsoavina, Scherz, Schmidt, Köhler, Glaw & Vences, 2021
- Rhinella chullachaki Castillo-Urbina, Glaw, Aguilar-Puntriano, Vences & Köhler, 2021
- Boophis asquithi Glaw, Köhler, Crottini, Gehring, Prötzel, Randriamanana, Andreone & Vences, 2021
- Gephyromantis pedronoi Vences, Köhler, Andreone, Craul, Crottini, du Preez, Preick, Rancilhac, Rödel, Scherz, Streicher, Hofreiter & Glaw, 2021
- Gephyromantis matsilo Vences, Köhler, Crottini, Hofreiter, Hutter, du Preez, Preick, Rakotoarison, Rancilhac, Raselimanana, Rosa, Scherz & Glaw, 2022
- Gephyromantis fiharimpe Vences, Köhler, Crottini, Hofreiter, Hutter, du Preez, Preick, Rakotoarison, Rancilhac, Raselimanana, Rosa, Scherz & Glaw, 2022
- Gephyromantis oelkrugi Vences, Köhler, Crottini, Hofreiter, Hutter, du Preez, Preick, Rakotoarison, Rancilhac, Raselimanana, Rosa, Scherz & Glaw, 2022
- Gephyromantis portonae Vences, Köhler, Crottini, Hofreiter, Hutter, du Preez, Preick, Rakotoarison, Rancilhac, Raselimanana, Rosa, Scherz & Glaw, 2022
- Pristimantis symptosus Köhler, Castillo-Urbina, Aguilar-Puntriano, Vences & Glaw, 2022
- Mantidactylus mahery Scherz, Crottini, Hutter, Hildenbrand, Andreone, Rosin, Köhler, Ndriantsoa, Ohler, Preick, Rakotoarison, Rancilhac, Raselimanana, Riemann, Rödel, Rosa, Streicher, Vieites, Köhler, Hofreiter, Glaw & Vences, 2022
- Mantidactylus steinfartzi Scherz, Crottini, Hutter, Hildenbrand, Andreone, Rosin, Köhler, Ndriantsoa, Ohler, Preick, Rakotoarison, Rancilhac, Raselimanana, Riemann, Rödel, Rosa, Streicher, Vieites, Köhler, Hofreiter, Glaw & Vences, 2022
- Mantidactylus incognitus Scherz, Crottini, Hutter, Hildenbrand, Andreone, Rosin, Köhler, Ndriantsoa, Ohler, Preick, Rakotoarison, Rancilhac, Raselimanana, Riemann, Rödel, Rosa, Streicher, Vieites, Köhler, Hofreiter, Glaw & Vences, 2022
- Mantidactylus jonasi Scherz, Crottini, Hutter, Hildenbrand, Andreone, Rosin, Köhler, Ndriantsoa, Ohler, Preick, Rakotoarison, Rancilhac, Raselimanana, Riemann, Rödel, Rosa, Streicher, Vieites, Köhler, Hofreiter, Glaw & Vences, 2022
- Mantidactylus katae Scherz, Crottini, Hutter, Hildenbrand, Andreone, Rosin, Köhler, Ndriantsoa, Ohler, Preick, Rakotoarison, Rancilhac, Raselimanana, Riemann, Rödel, Rosa, Streicher, Vieites, Köhler, Hofreiter, Glaw & Vences, 2022
- Mantidactylus kortei Scherz, Crottini, Hutter, Hildenbrand, Andreone, Rosin, Köhler, Ndriantsoa, Ohler, Preick, Rakotoarison, Rancilhac, Raselimanana, Riemann, Rödel, Rosa, Streicher, Vieites, Köhler, Hofreiter, Glaw & Vences, 2022
- Mantidactylus riparius Scherz, Crottini, Hutter, Hildenbrand, Andreone, Rosin, Köhler, Ndriantsoa, Ohler, Preick, Rakotoarison, Rancilhac, Raselimanana, Riemann, Rödel, Rosa, Streicher, Vieites, Köhler, Hofreiter, Glaw & Vences, 2022
- Mantidactylus fergusoni Scherz, Crottini, Hutter, Hildenbrand, Andreone, Rosin, Köhler, Ndriantsoa, Ohler, Preick, Rakotoarison, Rancilhac, Raselimanana, Riemann, Rödel, Rosa, Streicher, Vieites, Köhler, Hofreiter, Glaw & Vences, 2022
- Mantidactylus georgei Scherz, Crottini, Hutter, Hildenbrand, Andreone, Rosin, Köhler, Ndriantsoa, Ohler, Preick, Rakotoarison, Rancilhac, Raselimanana, Riemann, Rödel, Rosa, Streicher, Vieites, Köhler, Hofreiter, Glaw & Vences, 2022
- Mantidactylus jahnarum Scherz, Crottini, Hutter, Hildenbrand, Andreone, Rosin, Köhler, Ndriantsoa, Ohler, Preick, Rakotoarison, Rancilhac, Raselimanana, Riemann, Rödel, Rosa, Streicher, Vieites, Köhler, Hofreiter, Glaw & Vences, 2022
- Mantidactylus marintsoai Scherz, Crottini, Hutter, Hildenbrand, Andreone, Rosin, Köhler, Ndriantsoa, Ohler, Preick, Rakotoarison, Rancilhac, Raselimanana, Riemann, Rödel, Rosa, Streicher, Vieites, Köhler, Hofreiter, Glaw & Vences, 2022
- Mantidactylus grubenmanni Scherz, Crottini, Hutter, Hildenbrand, Andreone, Rosin, Köhler, Ndriantsoa, Ohler, Preick, Rakotoarison, Rancilhac, Raselimanana, Riemann, Rödel, Rosa, Streicher, Vieites, Köhler, Hofreiter, Glaw & Vences, 2022
- Mantidactylus gudrunae Scherz, Crottini, Hutter, Hildenbrand, Andreone, Rosin, Köhler, Ndriantsoa, Ohler, Preick, Rakotoarison, Rancilhac, Raselimanana, Riemann, Rödel, Rosa, Streicher, Vieites, Köhler, Hofreiter, Glaw & Vences, 2022
- Mantidactylus augustini Scherz, Crottini, Hutter, Hildenbrand, Andreone, Rosin, Köhler, Ndriantsoa, Ohler, Preick, Rakotoarison, Rancilhac, Raselimanana, Riemann, Rödel, Rosa, Streicher, Vieites, Köhler, Hofreiter, Glaw & Vences, 2022
- Mantidactylus bletzae Scherz, Crottini, Hutter, Hildenbrand, Andreone, Rosin, Köhler, Ndriantsoa, Ohler, Preick, Rakotoarison, Rancilhac, Raselimanana, Riemann, Rödel, Rosa, Streicher, Vieites, Köhler, Hofreiter, Glaw & Vences, 2022
- Mantidactylus brevirostris Scherz, Crottini, Hutter, Hildenbrand, Andreone, Rosin, Köhler, Ndriantsoa, Ohler, Preick, Rakotoarison, Rancilhac, Raselimanana, Riemann, Rödel, Rosa, Streicher, Vieites, Köhler, Hofreiter, Glaw & Vences, 2022
- Mantidactylus eulenbergeri Scherz, Crottini, Hutter, Hildenbrand, Andreone, Rosin, Köhler, Ndriantsoa, Ohler, Preick, Rakotoarison, Rancilhac, Raselimanana, Riemann, Rödel, Rosa, Streicher, Vieites, Köhler, Hofreiter, Glaw & Vences, 2022
- Mantidactylus glosi Scherz, Crottini, Hutter, Hildenbrand, Andreone, Rosin, Köhler, Ndriantsoa, Ohler, Preick, Rakotoarison, Rancilhac, Raselimanana, Riemann, Rödel, Rosa, Streicher, Vieites, Köhler, Hofreiter, Glaw & Vences, 2022
- Mantidactylus stelliger Scherz, Crottini, Hutter, Hildenbrand, Andreone, Rosin, Köhler, Ndriantsoa, Ohler, Preick, Rakotoarison, Rancilhac, Raselimanana, Riemann, Rödel, Rosa, Streicher, Vieites, Köhler, Hofreiter, Glaw & Vences, 2022
- Mantidactylus manerana Scherz, Crottini, Hutter, Hildenbrand, Andreone, Rosin, Köhler, Ndriantsoa, Ohler, Preick, Rakotoarison, Rancilhac, Raselimanana, Riemann, Rödel, Rosa, Streicher, Vieites, Köhler, Hofreiter, Glaw & Vences, 2022
- Gephyromantis mitsinjo Miralles, Köhler, Glaw, Wollenberg Valero, Crottini, Rosa, du Preez, Gehring, Vieites, Ratsoavina & Vences, 2023
- Gephyromantis kremenae Miralles, Köhler, Glaw, Wollenberg Valero, Crottini, Rosa, du Preez, Gehring, Vieites, Ratsoavina & Vences, 2023
- Gephyromantis sergei Miralles, Köhler, Glaw, Wollenberg Valero, Crottini, Rosa, du Preez, Gehring, Vieites, Ratsoavina & Vences, 2023
- Gephyromantis mafifeo Miralles, Köhler, Glaw, Wollenberg Valero, Crottini, Rosa, du Preez, Gehring, Vieites, Ratsoavina & Vences, 2023
- Gephyromantis feomborona Miralles, Köhler, Glaw, Wollenberg Valero, Crottini, Rosa, du Preez, Gehring, Vieites, Ratsoavina & Vences, 2023
- Gephyromantis cornucopia Miralles, Köhler, Glaw, Wollenberg Valero, Crottini, Rosa, du Preez, Gehring, Vieites, Ratsoavina & Vences, 2023
- Blommersia dupreezi Vences, Armerding, Köhler & Glaw, 2023
- Guibemantis razoky Koppetsch, Pabijan, Hutter, Köhler, Gehring, Rakotoarison, Ratsoavina, Scherz, Vieites, Glaw & Vences, 2023
- Guibemantis razandry Koppetsch, Pabijan, Hutter, Köhler, Gehring, Rakotoarison, Ratsoavina, Scherz, Vieites, Glaw & Vences, 2023
- Guibemantis fotsitenda Koppetsch, Pabijan, Hutter, Köhler, Gehring, Rakotoarison, Ratsoavina, Scherz, Vieites, Glaw & Vences, 2023
- Chimerella mira Köhler, Venegas, Castillo-Urbina, Glaw, Aguilar-Puntriano & Vences, 2023
- Blommersia bara Vences, Multzsch, Köhler, Crottini, Andreone, Rakotoarison, Scherz & Glaw, 2023
- Uroplatus garamaso Glaw, Köhler, Ratsoavina, Raselimanana, Crottini, Gehring, Böhme, Scherz & Vences, 2023
- Rhinella kuka Köhler, Vences, Padial, Plewnia & Lötters, 2023
- Pristimantis loeslein Castillo-Urbina, Vences, Aguilar-Puntriano, Glaw & Köhler, 2023
- Guibemantis rianasoa Gabriel, Rothe, Köhler, Rakotomanga, Edmonds, Galán, Glaw, Lehtinen, Rakotoarison & Vences, 2024
- Guibemantis ambakoana Gabriel, Rothe, Köhler, Rakotomanga, Edmonds, Galán, Glaw, Lehtinen, Rakotoarison & Vences, 2024
- Guibemantis vakoa Gabriel, Rothe, Köhler, Rakotomanga, Edmonds, Galán, Glaw, Lehtinen, Rakotoarison & Vences, 2024
- Gephyromantis fuscus Vences, Köhler, Scherz, Hutter, Rabe Maheritafika, Rafanoharana, Raherinjatovo, Rakotoarison, Andreone, Raselimanana & Glaw, 2024
- Gephyromantis makira Vences, Köhler, Scherz, Hutter, Rabe Maheritafika, Rafanoharana, Raherinjatovo, Rakotoarison, Andreone, Raselimanana & Glaw, 2024
- Gephyromantis bemiray Vences, Köhler, Scherz, Hutter, Rabe Maheritafika, Rafanoharana, Raherinjatovo, Rakotoarison, Andreone, Raselimanana & Glaw, 2024
- Gephyromantis ampondo Vences, Köhler, Scherz, Hutter, Rabe Maheritafika, Rafanoharana, Raherinjatovo, Rakotoarison, Andreone, Raselimanana & Glaw, 2024
- Pristimantis asimus Köhler, Glaw, Aguilar-Puntriano, Castroviejo-Fisher, Chaparro, De la Riva, Gagliardi-Urrutia, Gutiérrez, Vences & Padial, 2024
- Lygodactylus herilalai Vences, Multzsch, Zerbe, Gippner, Andreone, Crottini, Glaw, Köhler, Rakotomanga, Rasamison & Raselimanana, 2024
- Lygodactylus morii Vences, Multzsch, Zerbe, Gippner, Andreone, Crottini, Glaw, Köhler, Rakotomanga, Rasamison & Raselimanana, 2024
- Lygodactylus schwitzeri Vences, Multzsch, Zerbe, Gippner, Andreone, Crottini, Glaw, Köhler, Rakotomanga, Rasamison & Raselimanana, 2024
- Boophis kirki Vences, Köhler, Hutter, Preick, Petzold, Rakotoarison, Ratsoavina, Glaw & Scherz, 2024
- Boophis picardi Vences, Köhler, Hutter, Preick, Petzold, Rakotoarison, Ratsoavina, Glaw & Scherz, 2024
- Boophis pikei Vences, Köhler, Hutter, Preick, Petzold, Rakotoarison, Ratsoavina, Glaw & Scherz, 2024
- Boophis siskoi Vences, Köhler, Hutter, Preick, Petzold, Rakotoarison, Ratsoavina, Glaw & Scherz, 2024
- Boophis janewayae Vences, Köhler, Hutter, Preick, Petzold, Rakotoarison, Ratsoavina, Glaw & Scherz, 2024
- Boophis archeri Vences, Köhler, Hutter, Preick, Petzold, Rakotoarison, Ratsoavina, Glaw & Scherz, 2024
- Boophis burnhamae Vences, Köhler, Hutter, Preick, Petzold, Rakotoarison, Ratsoavina, Glaw & Scherz, 2024
- Anilany karsticola Petzold, Glaw, Mullin, Rakotoarison, Raselimanana, Crottini, Orozco-terWengel, Köhler, Prötzel, Vences, Hofreiter & Scherz, 2025
- Blaesodactylus ganzhorni Vences, Miralles, Ineich, Rakotoarison, Glasenapp, Scherz, Köhler, Glaw & Raselimanana, 2025
- Dendropsophus jamesi Moravec, Farková, Vences & Köhler, 2025

## Dedikationsnamen
José Manuel Padial und Ignacio De la Riva benannten 2009 die Froschart Pristimantis koehleri aus Bolivien nach Jörn Köhler.